# Impenetrabilidade
Na metafísica, impenetrabilidade é a qualidade da matéria pela qual dois corpos não podem ocupar o mesmo espaço ao mesmo tempo.
O filósofo John Toland defendeu que a impenetrabilidade e a extensão são suficientes para definir matéria, afirmação que foi fortemente contestada por Gottfried Wilhelm Leibniz.
John Locke considerou que a impenetrabilidade era "mais uma consequência da solidez, do que a própria solidez."